# Hellenbach de Paczolay
Die Familie Hellenbach de Paczolay ist ein ungarisches Adelsgeschlecht, das aus Böhmen stammt.

## Geschichte
Als erster Angehöriger dieser Familie wurde Jeremias Hellenbach namentlich erwähnt, der von Kemnitz in Böhmen nach Ungarn übersiedelte. Er ließ sich im Komitat Hont nieder und war in der Eisenindustrie tätig.
Sein Sohn Johannes Gottfried Hellenbach († 1728) studierte Medizin an der Leucorea-Universität in Wittenberg und wurde zum Doktor der Medizin promoviert. Später war er Leibarzt von Kaiser Leopold I., wurde von diesem zum Baron und später zum kaiserlichen Rat sowie Kammergrafen, (kaiserlicher Steuereinnehmer für Bergwerke) ernannt.
Die Familie Hellenbach wurde durch Heiraten mit dem ungarischen Hohen Adel verschwägert, z. B. mit den Familien Stainlein, Bory de Bori és Borfői, Falkenstein, Zay von Csömör und Földvary.

## Bekannte Mitglieder

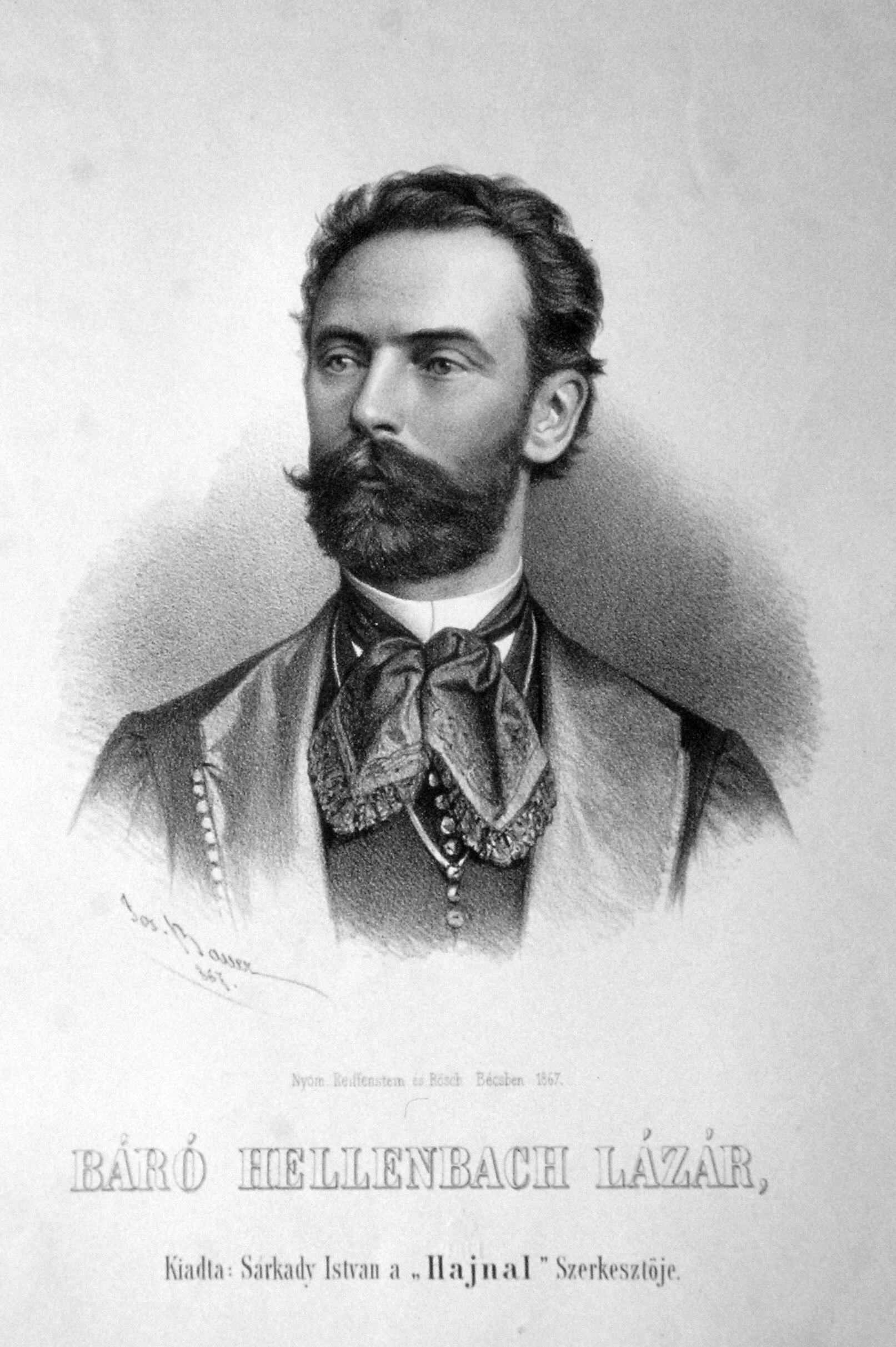
Lazar Baron de Hellenbach de Paczolay (1867)

- Lazar Baron Hellenbach de Paczolay

## Genealogie
Jeremiás
- Baron Dr. Johannes Gottfried (1686–1728), ⚭ Maria Catharina Karesz
  - Vilhelmina, ⚭ Ezechiel Gedey
  - Sophia, ⚭ Baron Sándor Zay de Csömöri
  - Polixena, ⚭ Michael Földvary de Bernáthfalvi
    - Georgius, ⚭ Theresia Beniczky de Beniczei és Micsinyei
      - Georgius, ⚭ Polixena Ujfalussy de Divék-Ujfalussi
      - Carolus, ⚭ Janka Radvanszky de Radványi
        - Amalia, ⚭ Georgius Horváth Stansith de Gradeczi
        - Johannes, ⚭ Susanna Sembery de Felső-Szúdi
          - Susanna, ⚭ Franciscus Csemniczky de Csemiczei
          - Elisabeth, ⚭ Boldizsár Csemniczky de Csemiczei
          - Stephanus
          - Alexius, ⚭ Wilhelmina Baroness Falkenstein
            - Carolina Theresia (1798–1875), ⚭ Nicolaus Bory de Bori és Borfői
            - Wilhelmus Alexius (* 1803)
            - Francisca Alojzia Victoria (* 1800)
            - Joannes Josephus Carolus (* 1797)